# Shrek: Hassle at the Castle
Shrek: Hassle at the Castle — 2D beat 'em up выпущенный для Game Boy Advance. Игра основана на мультфильме «Шрек» и содержит персонажей из него. В игре в качестве играбельных персонажей присутствуют Шрек, Принцесса Фиона и Осёл. Они путешествуют по различным главам игры, которые представляют разные этапы мультфильма. Это единственная игра в серии, которая следует сюжету первого мультфильма. Год спустя было выпущено продолжение этой игры под названием Shrek: Reekin' Havoc.

## Критика и отзывы
| Сводный рейтинг    | Сводный рейтинг |
| Агрегатор          | Оценка          |
| ------------------ | --------------- |
| GameRankings       | 68,50 %         |
| Metacritic         | 71/100          |
| Иноязычные издания |                 |
| Издание            | Оценка          |
| AllGame            | [ 3 ]           |
| GameSpy            | [ 4 ]           |
| IGN                | 7/10            |
| Nintendo Power     | 3,5/5           |

Игра после выхода была встречена смешано, так как GameRankings дал ей 68,50%, а Metacritic дал ей 71 баллов из 100.